# Mistrzostwa Europy w Saneczkarstwie 1986
30. Mistrzostwa Europy w saneczkarstwie 1986 odbyły się w szwedzkim Hammarstrand. W tym mieście mistrzostwa odbyły się już czwarty raz (wcześniej w 1970, 1976, oraz 1978). Rozegrane zostały trzy konkurencje: jedynki kobiet, jedynki mężczyzn oraz dwójki mężczyzn. W tabeli medalowej najlepsze było ZSRR.

## Wyniki

### Jedynki kobiet
| Medal | Zawodniczka     | Narodowość | Czas    | Strata |
| ----- | --------------- | ---------- | ------- | ------ |
|       | Cerstin Schmidt | NRD        | 2:01,39 |        |
|       | Steffi Martin   | NRD        | 2:01,72 | +0,33  |
|       | Ute Oberhoffner | NRD        | 2:01,81 | +0,42  |

### Jedynki mężczyzn
| Medal | Zawodnik         | Narodowość | Czas    | Strata |
| ----- | ---------------- | ---------- | ------- | ------ |
|       | Siergiej Danilin | ZSRR       | 2:13,10 |        |
|       | Jens Müller      | NRD        | 2:13,19 | +0,09  |
|       | Michael Walter   | NRD        | 2:13,48 | +0,38  |

### Dwójki mężczyzn
| Medal | Zawodnicy                               | Narodowość | Czas    | Strata |
| ----- | --------------------------------------- | ---------- | ------- | ------ |
|       | Jewgienij Biełousow, Aleksandr Bielakow | ZSRR       | 1:20,59 |        |
|       | Jörg Hoffmann, Jochen Pietzsch          | NRD        | 1:20,70 | +0,11  |
|       | Hansjörg Raffl, Norbert Huber           | Włochy     | 1:21,16 | +0,57  |

## Klasyfikacja medalowa
| Miejsce | Państwo |   |   |   | Razem |
| ------- | ------- | - | - | - | ----- |
| 1.      | ZSRR    | 2 | 0 | 0 | 2     |
| 2.      | NRD     | 1 | 3 | 2 | 6     |
| 3.      | Włochy  | 0 | 0 | 1 | 1     |